# Rapperswil (Saint-Gall)
Pour les articles homonymes, voir Rapperswil.

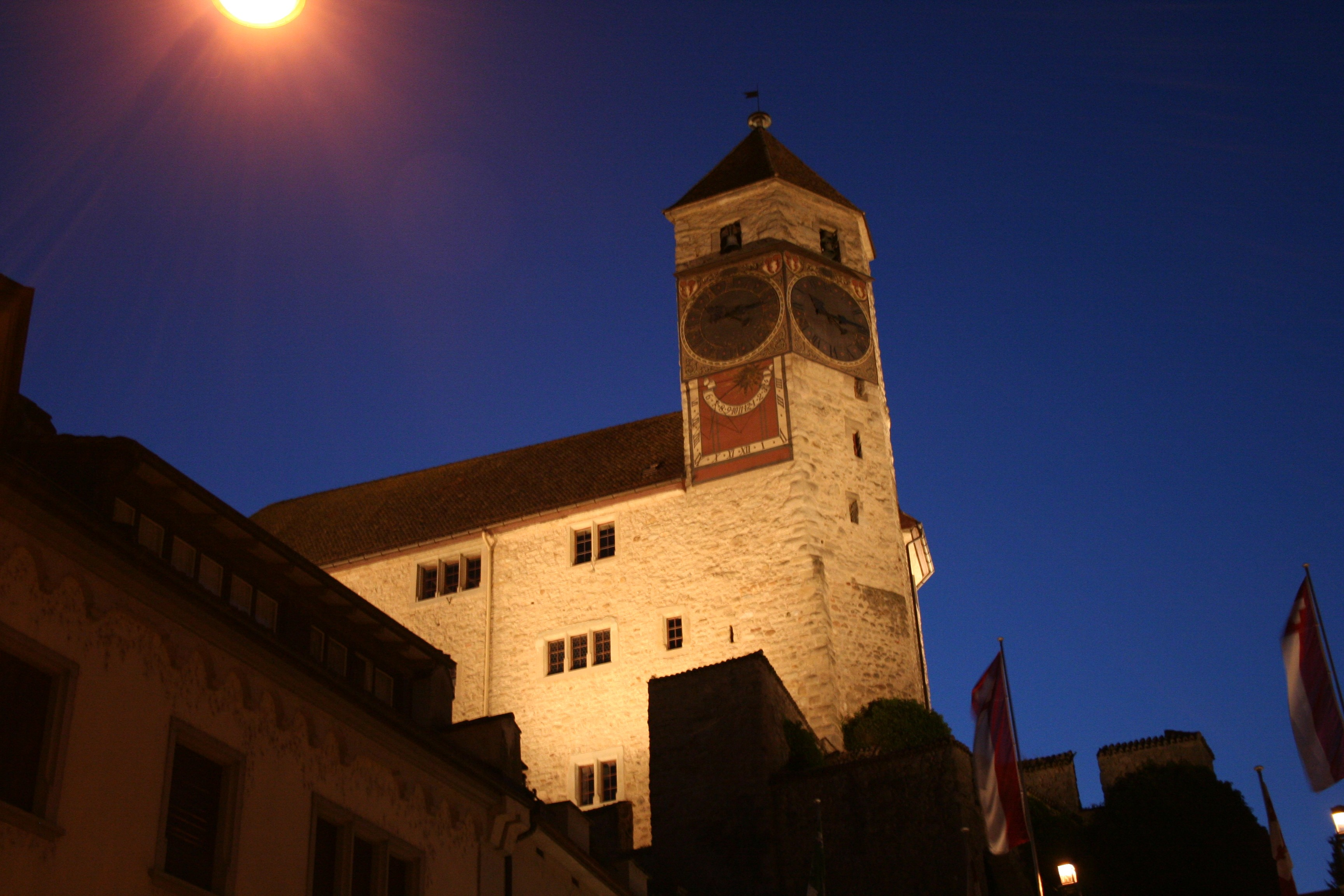
Le château de Rapperswil.

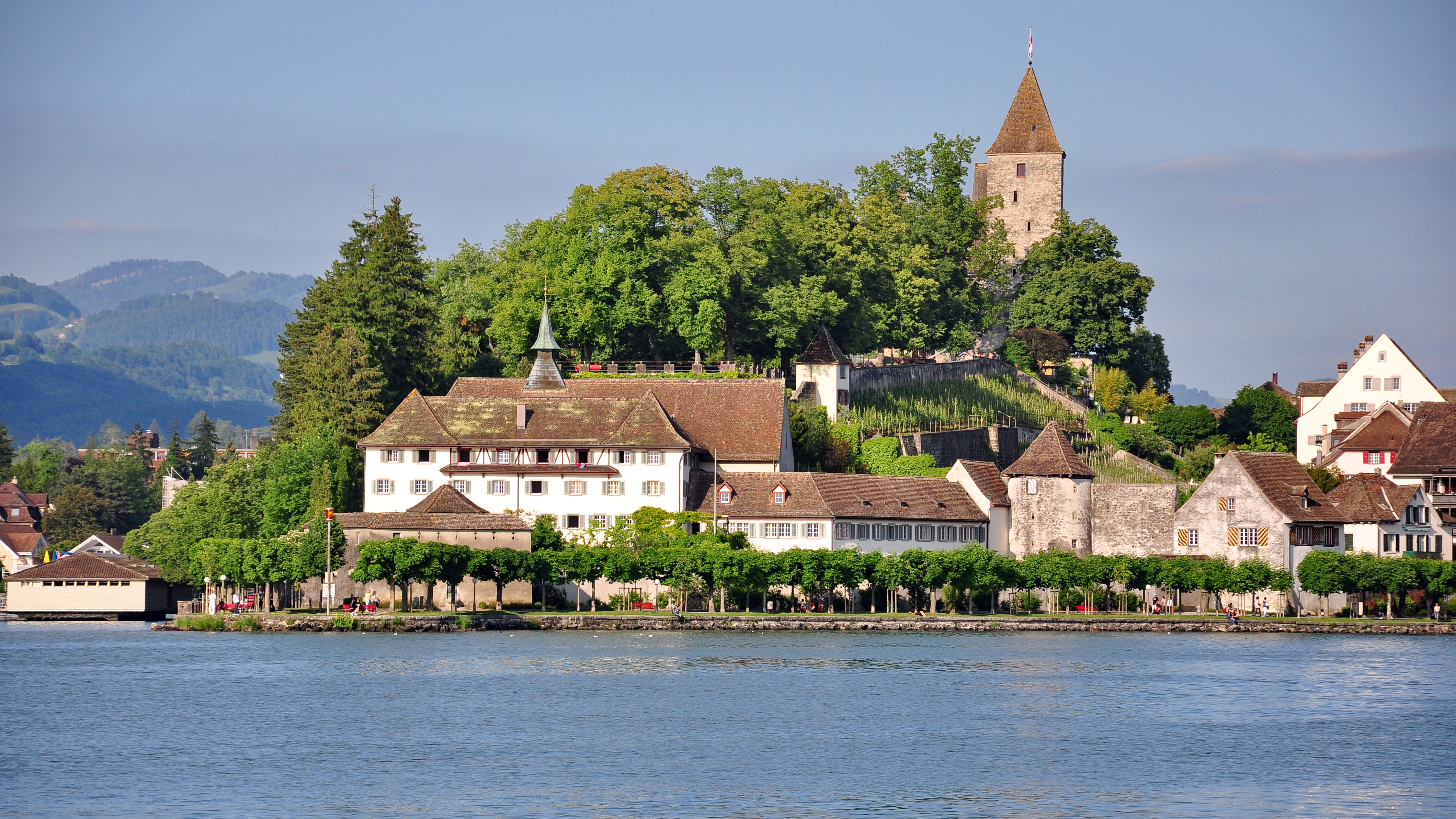
Le Couvent des Capucins.

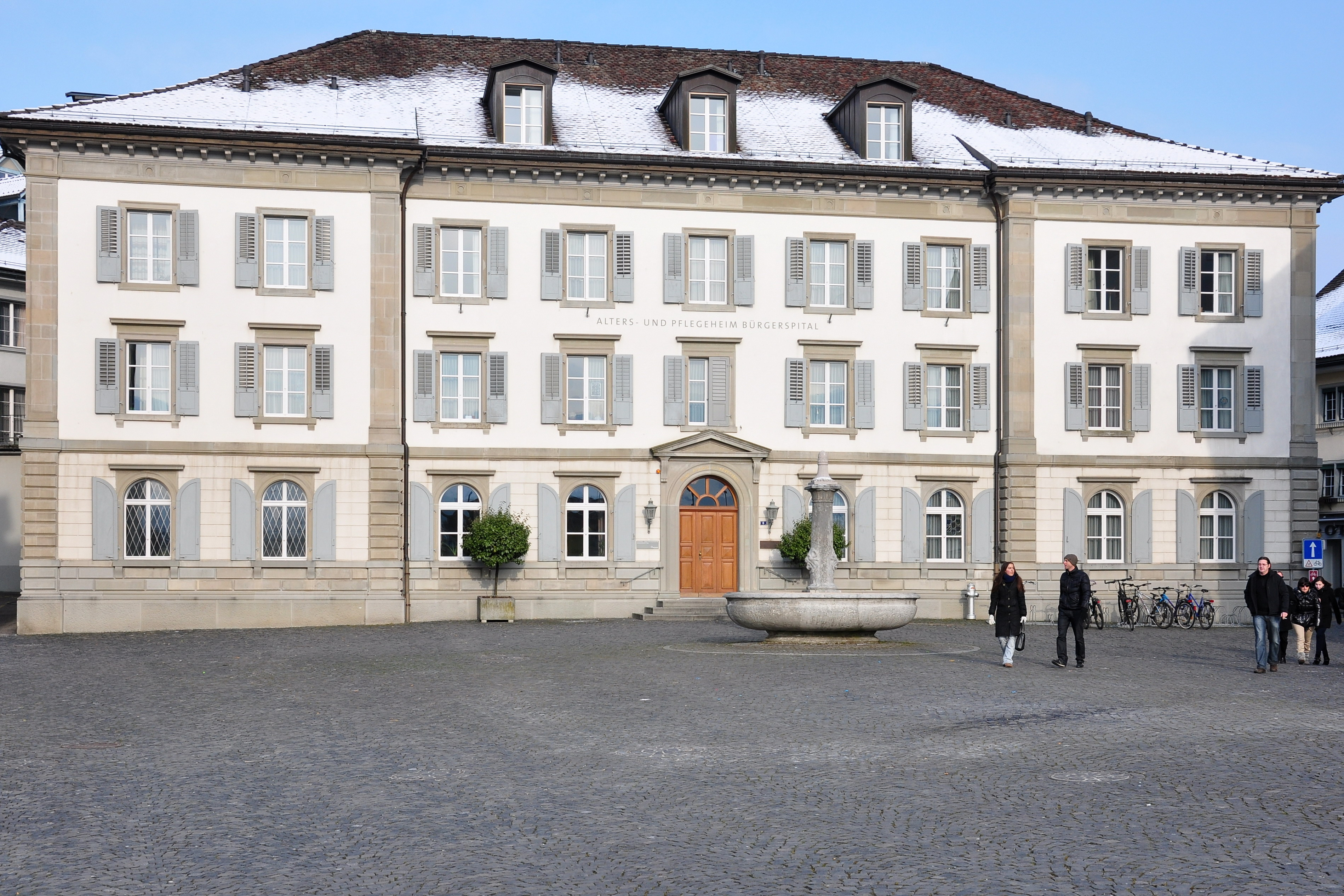
L'Hôpital du Saint-Esprit.

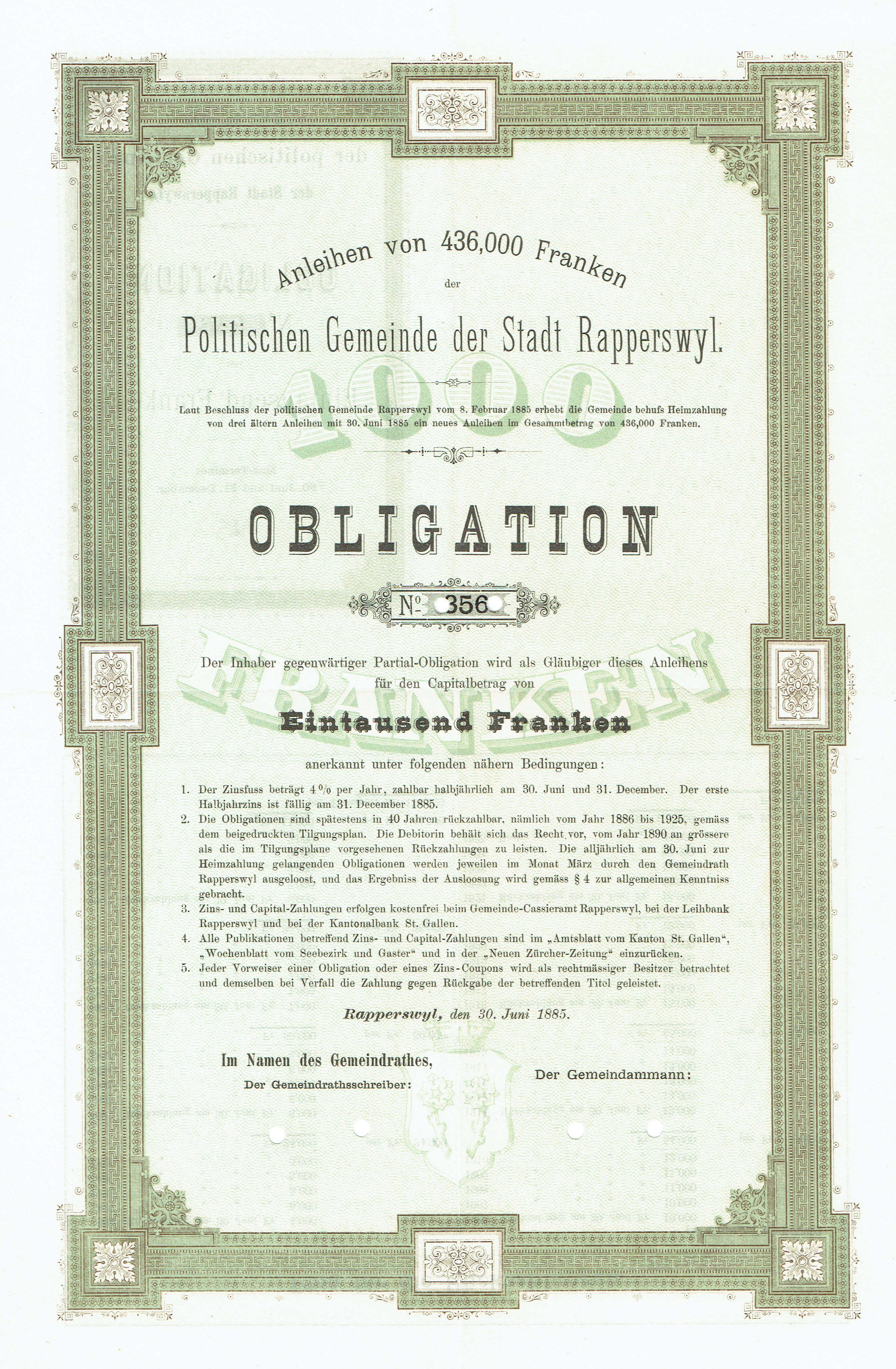
Obligation de la ville de Rapperswyl en date du 30 juin 1885.

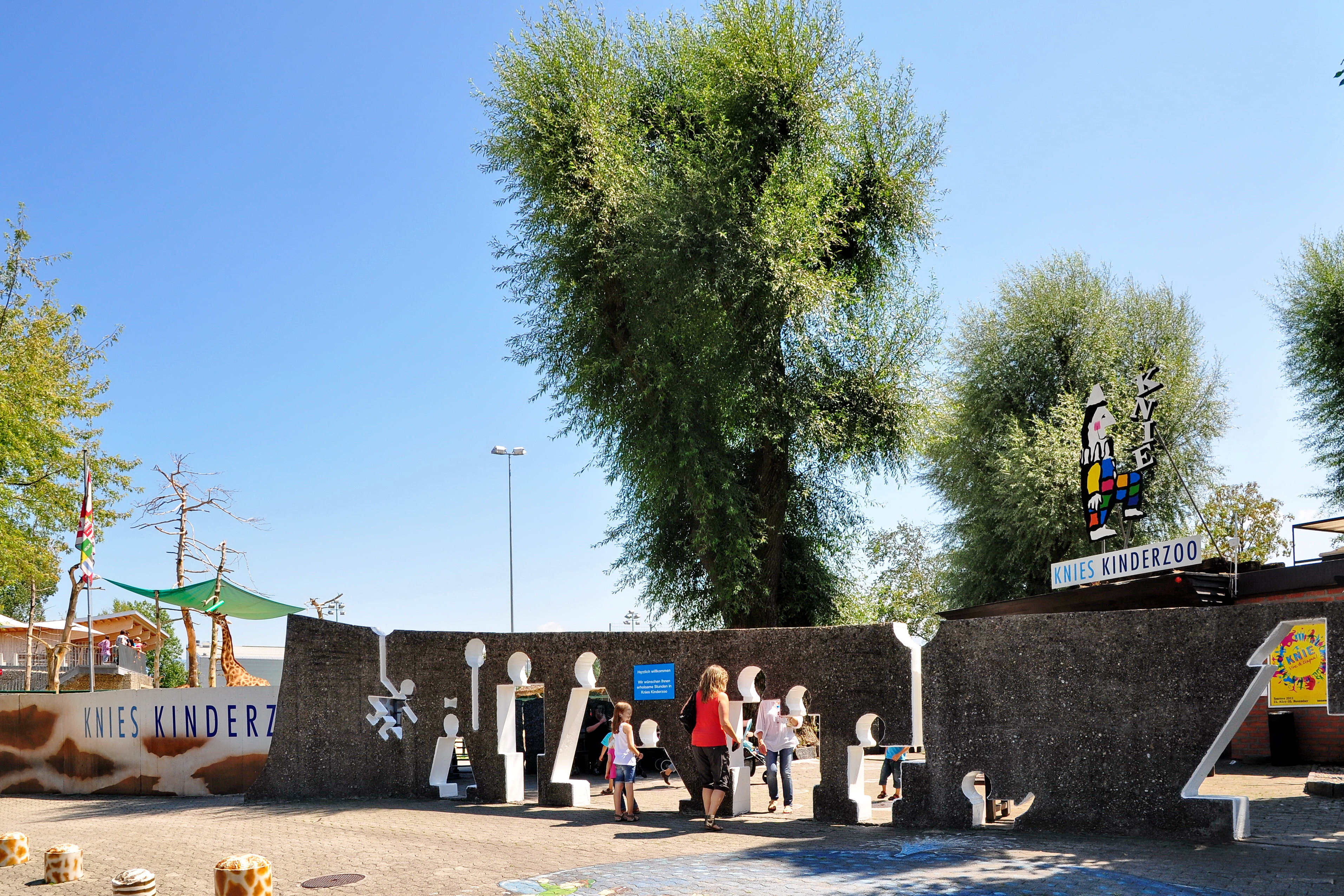
Knies Kinderzoo.

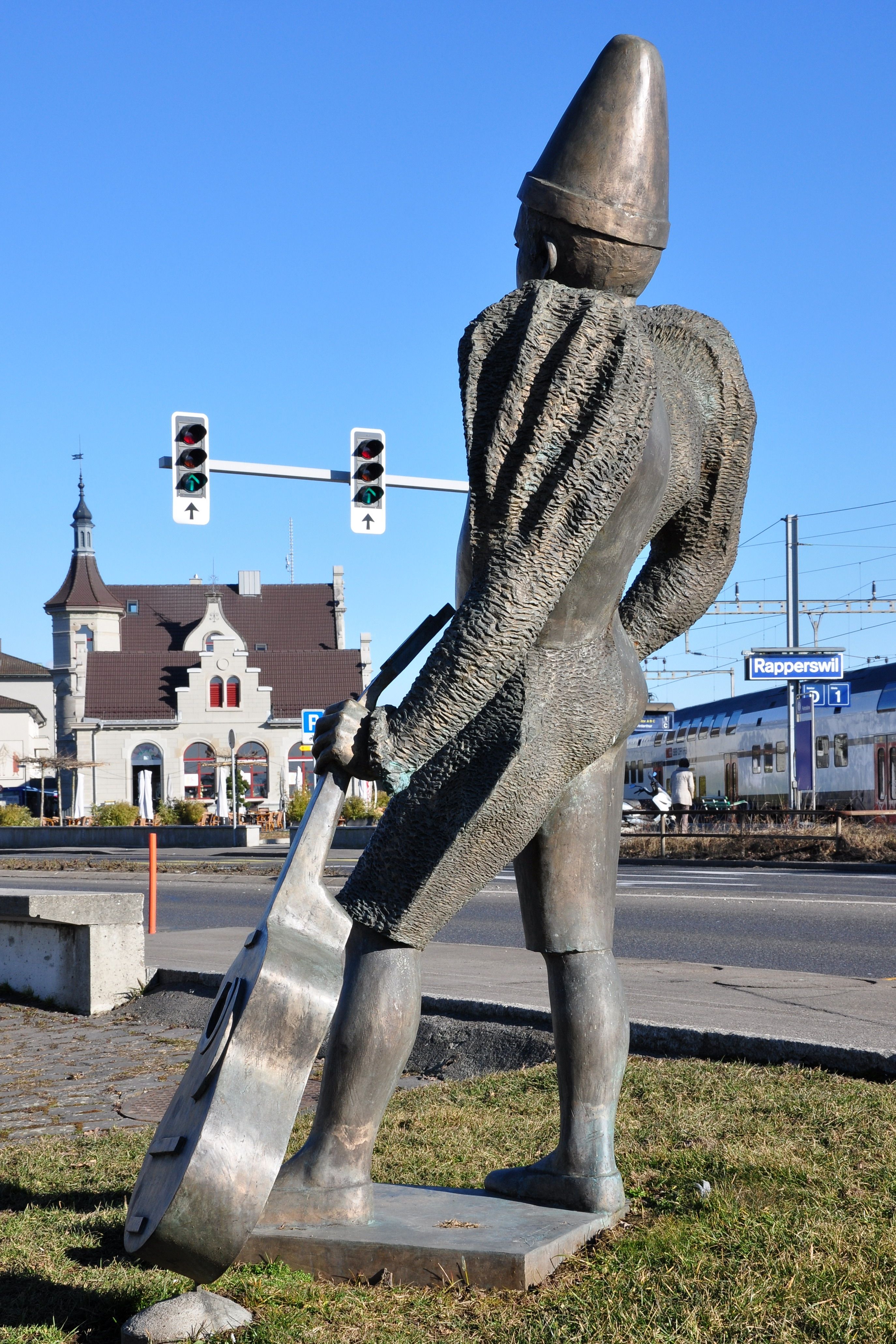
La gare de Rapperswil en arrière-plan de la statue.

Rapperswil est une ville de Suisse et une ancienne commune du canton de Saint-Gall, située dans la circonscription électorale de See-Gaster.

## Géographie
Surnommée la ville des Roses, Rapperswil se trouve sur la rive nord du lac de Zurich. Au 1er janvier 2007, la commune a fusionné avec celle de Jona pour former la nouvelle commune de Rapperswil-Jona.

## Histoire
La fondation de la ville par les seigneurs de Rapperswil a eu lieu vers l'an 1200. La mention documentée la plus ancienne date de 1229. Après l'extinction de la famille de Rapperswil la ville passe aux Habsbourg. À l’intersection de la route Zurich-Coire et de la route des pèlerins qui se rendaient d'Allemagne à Einsiedeln, la ville se développa avec le transbordement des marchandises et la perception de péages.
Sa population, au moment de la fusion le 1er janvier 2007, était de 7 819 habitants.

## Culture et patrimoine
Le château de Rapperswil et le musée polonais qui s'y trouve ainsi que l'hôtel de ville sont listés comme biens culturels d'importance nationale.

### Héraldique
| Blason | Blasonnement : D'argent à deux roses de gueules, boutonnées d'or, feuillées et tigées du deuxième. |

### Monuments et curiosités
- Château construit entre 1220 et 1230[4]
- Église paroissiale Saint-Jean
- Heilig Hüsli (Maison Sainte), probablement du XVIe siècle
- Couvent des Capucins, édifié en 1606
- Hôtel de Ville, reconstruit vers 1470
- Maison Bleuler, bâtie en 1606
- Hôpital du Saint-Esprit, fondé au XIIIe siècle, reconstruit en 1843

### Personnalités
- Joseph Joachim Raff, compositeur
- Franz Josef Greith, musicien
- Franz Curti, compositeur
- Josef Müller-Brockmann, graphiste

## Économie
- Wicor, isolants et produits synthétiques (de) Site de l’entreprise
- Graf, composants pour machines textiles (de) Site de l’entreprise
- Geberit, équipements sanitaires Site de l’entreprise
- Pestalozzi, fabrication d’aciers pour l’industrie et le bâtiment Site de l’entreprise

## Transports
- Ligne ferroviaire CFF Zurich-Rapperswil
- Ligne ferroviaire Schweizerische Südostbahn Rapperswil-Einsiedeln
- Ligne ferroviaire Schweizerische Südostbahn Saint-Gall-Rapperswil
- Autoroute A3 Bâle-Sargans, sortie 42 Reichenburg
- Autoroute A53 Kloten-Reichenburg, sortie 12

## Écoles
- Haute école technique de Rapperswil (de) Site de l’école
- Institut de technologie environnementale appliquée (UMTEC) (de) Site de l’institut

## Événements
- SwissEurobot, la Coupe Suisse de Robotique, les années paires en alternance avec Yverdon-les-Bains

## Tourisme
- Le cirque Knie y a établi ses quartiers d'hiver et exploite un zoo pour les enfants.

## Médias
- Radio Zürisee (de) Site de la radio

## Sports
- Rapperswil-Jona Lakers, club de hockey